# 6606 Makino
A 6606 Makino (ideiglenes jelöléssel 1990 UF) a Naprendszer kisbolygóövében található aszteroida. Tsutomu Seki fedezte fel 1990. október 16-án.